# 筒井順賢
筒井 順賢（つついじゅんけん）は、戦国時代の武将。

## 生涯
大和国の国人である筒井氏らは、室町時代には畠山氏の配下であったが、畠山氏の内紛（畠山義就、畠山政長の抗争）により指揮下の国人も二分され、混乱状態にあった。順賢は延徳元年（1488年）から9代将軍・足利義尚の命で上京していた父・筒井順尊が翌年客死した為家督を継ぐが、幼少の為叔父・成身院順盛が後見人となったようである。
明応6年（1497年）、畠山尚順が細川政元・畠山義豊に反旗を翻して挙兵すると、順賢も呼応して順盛や十市遠治と共に義豊方の越智家栄・家令父子と古市澄胤を攻めて没落させた。明応8年（1499年）に得度して順賢と名乗った。永正2年（1505年）にそれまで抗争していた越智氏と和解、家令の娘を娶るが、翌3年（1506年）に細川政元の部将赤沢朝経と古市澄胤の攻撃を受け没落する。これに対し、大和国人衆は筒井氏・越智氏を中心に国人一揆（大和国人一揆）を結び朝経・澄胤に対抗した。以後も朝経の前にしばしば敗北を余儀なくされたが、永正4年（1507年）に政元が暗殺され（永正の錯乱）、朝経も丹後国で戦死すると、順賢らは巻き返しを図り、大和の細川軍を追い出して本拠地へ戻った。
しかし、赤沢朝経の養子・長経が政元の養子澄元の命を受けて大和へ出兵すると国人一揆は敗れて崩壊、永正5年（1508年）に前将軍足利義稙が周防国・長門国の大内義興に擁立されて上洛すると国人衆は再び分裂、順賢・十市遠治は足利義稙・細川高国・畠山尚順に、古市澄胤・越智家教は足利義澄・細川澄元・畠山義英に参戦した。順賢は畠山尚順の後援の下澄胤・長経らを打ち破り、澄胤を自害に追い込み、長経を捕縛、斬首し筒井氏を再興した。古市氏との抗争はその後も継続した。
大永元年（1521年）には順賢に代わり弟・順興が当主として活動しており、その前後に家督交代があったと推定されている。順賢はその後もしばらく存命したとされるが、詳細は不明である。また、順賢と順興は同一人物であるとの指摘がある。